# Paul Quasten
Paul Quasten (Amsterdam, 13 marzo 1985) è un ex calciatore olandese naturalizzato ceco, di ruolo difensore.

## Caratteristiche tecniche
È un terzino sinistro.